# Cloughton
Cloughton är en ort och civil parish i Storbritannien.   Den ligger i grevskapet North Yorkshire och riksdelen England, i den centrala delen av landet, 300 km norr om huvudstaden London. Cloughton ligger 71 meter över havet och antalet invånare är 687.
Terrängen runt Cloughton är huvudsakligen platt, men norrut är den kuperad. Havet är nära Cloughton åt nordost. Runt Cloughton är det ganska tätbefolkat, med 129 invånare per kvadratkilometer. Närmaste större samhälle är Scarborough, 7,1 km söder om Cloughton. 